# Maccaffertium terminatum
Maccaffertium terminatum is een haft uit de familie Heptageniidae. De wetenschappelijke naam van de soort is voor het eerst geldig gepubliceerd in 1862 door Walsh.
De soort komt voor in het Nearctisch gebied.